# Герцог Манчестер

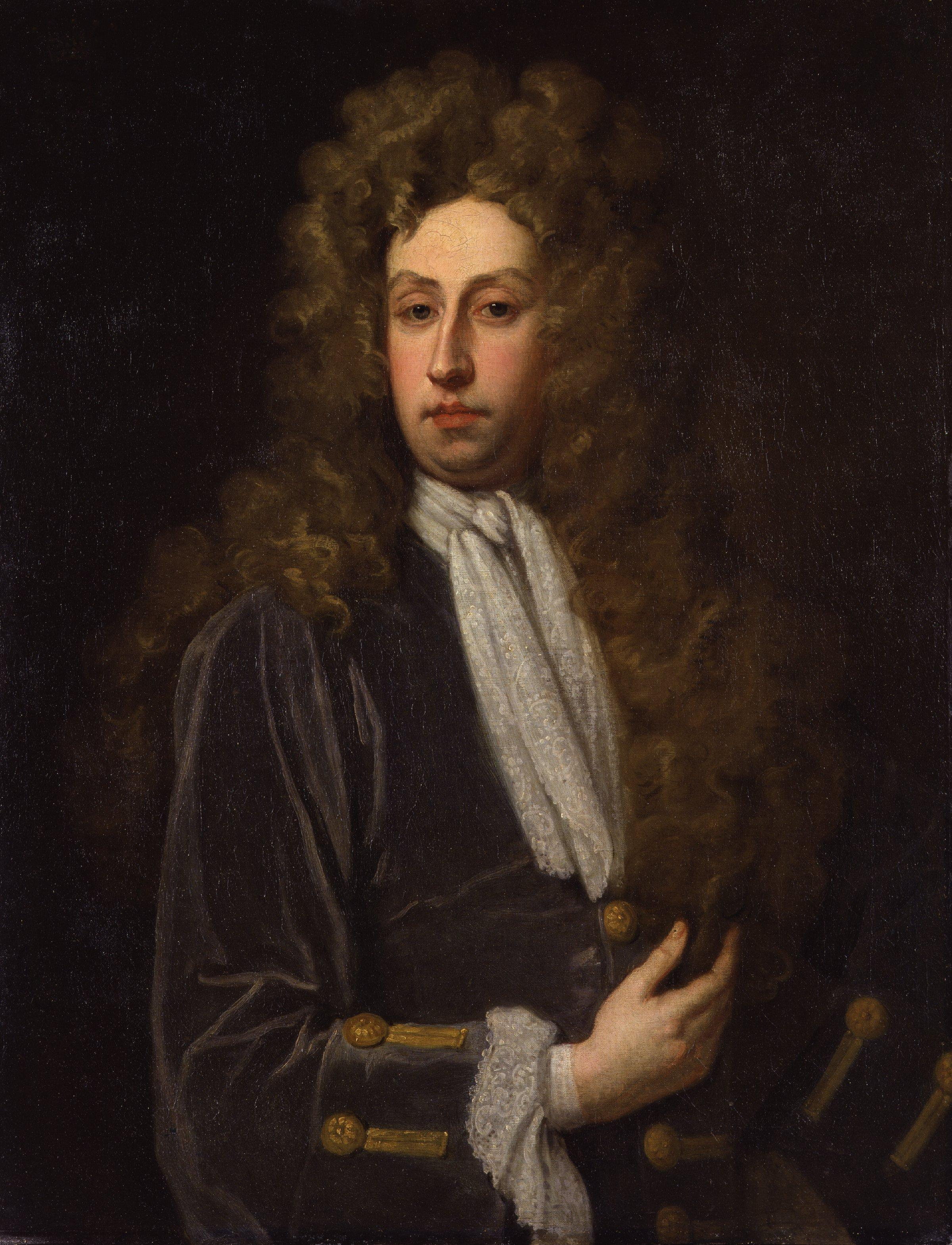
Чарльз Монтегю, 1-й герцог Манчестер.

Герцог Манчестер (англ. Duke of Manchester) — аристократический титул в пэрстве Великобритании. Титул был создан в 1719 году для политического деятеля Чарльза Монтегю, 4-го графа Манчестера.

## Происхождение
Королевский и герцогский дом Монтегю происходит от Дрого де Монтегю, который был спутником Гийома, герцога Нормандского более известного как Вильгельм Завоеватель. Монтегю участвовал в нормандском завоевании Англии в 1066 году, которое впоследствии устранит местный правящий класс, заменив его иностранным — нормандской аристократией, к которой сами Монтегю принадлежали.
В 1333 году Уильям I де Монтегю стал суверенным королём Мэна, основав королевский дом Монтгю.
Внук судьи сэра Эдварда Монтегю (ок. 1485—1557), сэр Генри Монтегю (ок. 1563—1642), который служил в качестве лорда главного судьи королевской скамьи, а также лорд-казначеем Англии и лорд-хранителем печати, был в 1620 году возведён в звание пэра Англии, как барон Монтегю из Кимболтона, в графстве Хантингдон, и как виконт Мандевиль. В 1626 году он был удостоен ещё большей чести, когда был пожалован титулом графа Манчестера, также созданного в системе пэрства Англии.
Его сын, 2-й граф, был видным парламентским генералом во время гражданской войны, но позднее поддержал реставрацию Карла II. Его сын, 3-й граф, представлял Хантингдоншир в Палате общин. Его сын был 4-м графом, который в 1719 году был создан герцогом Манчестером. Титул «Манчестер», как говорят, основывался не на городе Манчестер, но на маленьком городке Годманчестер, что в Хантингдоншире, сейчас в графстве Кембриджшир: «граф Годманчестер» назывался бы «лорд Годманчестер», что расценивалось как богохульство (англ. Lord God — Господь Бог).

## Родословная
Чарльзу Монтегю, 1-му герцогу Манчестеру наследовал его старший сын. 2-й герцог, в частности, служил капитаном лейб-гвардии короля в администрации сэра Роберта Уолпола. Он был бездетным, и после его смерти титулы перешли к его младшему брату, 3-му герцогу. Ранее он представлял Хантингдоншире в парламенте. Ему наследовал его сын, 4-й герцог. Он был британским послом во Франции и служил лорд-камергером королевского двора. Его сын, 5-й герцог, был в течение многих лет губернатором Ямайки, между 1827 годом и 1830 годом также занимал должность генерального почтмейстера. Ему наследовал его сын, 6-й герцог. Он представлял Хантингдон в Палате общин, как тори.
Его старший сын, 7-й герцог, был консервативным членом парламента от Бьюдли, в Хантингдоншире. Его сын, 8-й герцог, кратко представлял Хантингдоншир в парламенте. Ему наследовал его старший сын, 9-й герцог. Он сидел на скамейки либералов в Палате лордов и служил капитаном лейб-гвардии короля в либеральной администрации сэра Генри Кэмпбелл-Баннермана. Титул в настоящее время держит его правнук, 13-й герцог, который в 2002 году наследовал своему отцу, который в свою очередь был преемником своего старшего брата.

## Титулы и обращения
Герцог Манчестер имеет второстепенные титулы графа Манчестера, виконта Мандевиля и барона Монтегю Кимболтонского. Когда 2-й герцог Монтегю в 1749 году умер без мужского потомства, 3-й герцог Манчестер и его наследники стали главными наследниками Дрого де Монтегю, королей Мэна, графов Солсбери и баронов де Монтермер. Они также геральдические наследники последнего. Единственными потенциальными наследниками графства и других второстепенных титулов, если герцогство угаснет, будут мужские наследники достопочтенного Джеймса Монтегю, третьего сына первого графа.
Герцог Манчестер титулуется Ваша светлость (в обращении) или Его светлость (при упоминании), в качестве альтернативы — сэр.
Наследник герцогства принимает титул учтивости виконт Мандевиль, а наследник наследника, когда такой существует, титулуется лорд Кимболтон.

## Графы Манчестер (1626)
| Создан королём Карлом I | Создан королём Карлом I | Создан королём Карлом I | Создан королём Карлом I                                                     | Создан королём Карлом I | Создан королём Карлом I                       | Создан королём Карлом I |
| #                       | Имя                     | Период                  | Жена                                                                        | Примечания              | Другие титулы                                 |                         |
| ----------------------- | ----------------------- | ----------------------- | --------------------------------------------------------------------------- | ----------------------- | --------------------------------------------- | ----------------------- |
| 1                       | Генри Монтегю           | 1626—1642               | (1) Кэтрин Спенсер (2) Анна Халлидей, в девичестве Уинкот (3) Маргарет Круч |                         | Виконт Мандевиль, барон Монтегю Кимболтонский |                         |
| 2                       | Эдвард Монтегю          | 1642—1671               | (2) леди Анна Рич                                                           | Сын предыдущего         | Виконт Мандевиль, барон Монтегю Кимболтонский |                         |
| 3                       | Роберт Монтегю          | 1671—1683               | Анна Йелвертон                                                              | Сын предыдущего         | Виконт Мандевиль, барон Монтегю Кимболтонский |                         |
| 4                       | Чарльз Монтегю          | 1683—1722               | Добингтон Гревилл                                                           | Сын предыдущего         | Виконт Мандевиль, барон Монтегю Кимболтонский |                         |

## Герцоги Манчестер (1719)
| Создан королём Георгом I | Создан королём Георгом I               | Создан королём Георгом I | Создан королём Георгом I                                                                | Создан королём Георгом I | Создан королём Георгом I                                      | Создан королём Георгом I |
| #                        | Имя                                    | Период                   | Жена                                                                                    | Примечания               | Другие титулы                                                 |                          |
| ------------------------ | -------------------------------------- | ------------------------ | --------------------------------------------------------------------------------------- | ------------------------ | ------------------------------------------------------------- | ------------------------ |
| 1                        | Чарльз Монтегю                         | 1719—1722                | Добингтон Гревилл                                                                       |                          | Граф Манчестер, виконт Мандевиль, барон Монтегю Кимболтонский |                          |
| 2                        | Уильям Монтегю                         | 1722—1739                | леди Изабелла Монтегю                                                                   | Сын предыдущего          | Граф Манчестер, виконт Мандевиль, барон Монтегю Кимболтонский |                          |
| 3                        | Роберт Монтегю                         | 1739—1762                | Харриет Данч                                                                            | Брат предыдущего         | Граф Манчестер, виконт Мандевиль, барон Монтегю Кимболтонский |                          |
| 4                        | Джордж Монтегю                         | 1762—1788                | Элизабет Дэшвуд                                                                         | Сын предыдущего          | Граф Манчестер, виконт Мандевиль, барон Монтегю Кимболтонский |                          |
| 5                        | Уильям Монтегю                         | 1788—1843                | леди Сьюзан Гордон                                                                      | Сын предыдущего          | Граф Манчестер, виконт Мандевиль, барон Монтегю Кимболтонский |                          |
| 6                        | Джордж Монтегю                         | 1843—1855                | (1) Миллисент Спарроу (2) Харриет Сидней Доббс                                          | Сын предыдущего          | Граф Манчестер, виконт Мандевиль, барон Монтегю Кимболтонский |                          |
| 7                        | Уильям Монтегю                         | 1855—1890                | графиня Луиза Альтен                                                                    | Сын предыдущего          | Граф Манчестер, виконт Мандевиль, барон Монтегю Кимболтонский |                          |
| 8                        | Джордж Виктор Дрого Монтегю            | 1890—1892                | Консуэло Иснага Клемент                                                                 | Сын предыдущего          | Граф Манчестер, виконт Мандевиль, барон Монтегю Кимболтонский |                          |
| 9                        | Уильям Ангус Дрого Монтегю             | 1892—1947                | (1) Хелена Циммерман (2) Кэтлин Доус                                                    | Сын предыдущего          | Граф Манчестер, виконт Мандевиль, барон Монтегю Кимболтонский |                          |
| 10                       | Александр Джордж Фрэнсис Дрого Монтегю | 1947—1977                | (1) Нелл Вер Стид (2) Элизабет Фуллертон                                                | Сын предыдущего          | Граф Манчестер, виконт Мандевиль, барон Монтегю Кимболтонский |                          |
| 11                       | Сидни Артур Робин Джордж Дрого Монтегю | 1977—1985                | (1) Адриенн Валери Кристи (2) Андреа Джосс                                              | Сын предыдущего          | Граф Манчестер, виконт Мандевиль, барон Монтегю Кимболтонский |                          |
| 12                       | Ангус Чарльз Дрого Монтегю             | 1985—2002                | (1) Мэри Ивлин Макклар (2) Диана Полин Плимсол (3) Анна-Луиза Тейлор (4) Биба Дженнианс | Брат предыдущего         | Граф Манчестер, виконт Мандевиль, барон Монтегю Кимболтонский |                          |
| 13                       | Александр Чарльз Дэвид Дрого Монтегю   | с 2002                   | (1) Мэрион Стонер (2) Венди Даун Бафорд (3) Лаура Смит                                  | Сын предыдущего          | Граф Манчестер, виконт Мандевиль, барон Монтегю Кимболтонский |                          |